# Lequinamo
Der osttimoresische Lequinamo (portugiesisch Ribeira Lequinamo) ist ein Fluss im Norden Timors im Verwaltungsamt Laga (Gemeinde Baucau). Außerhalb der Regenzeit fällt der Fluss wie die meisten anderen im Norden des Landes trocken.

## Verlauf

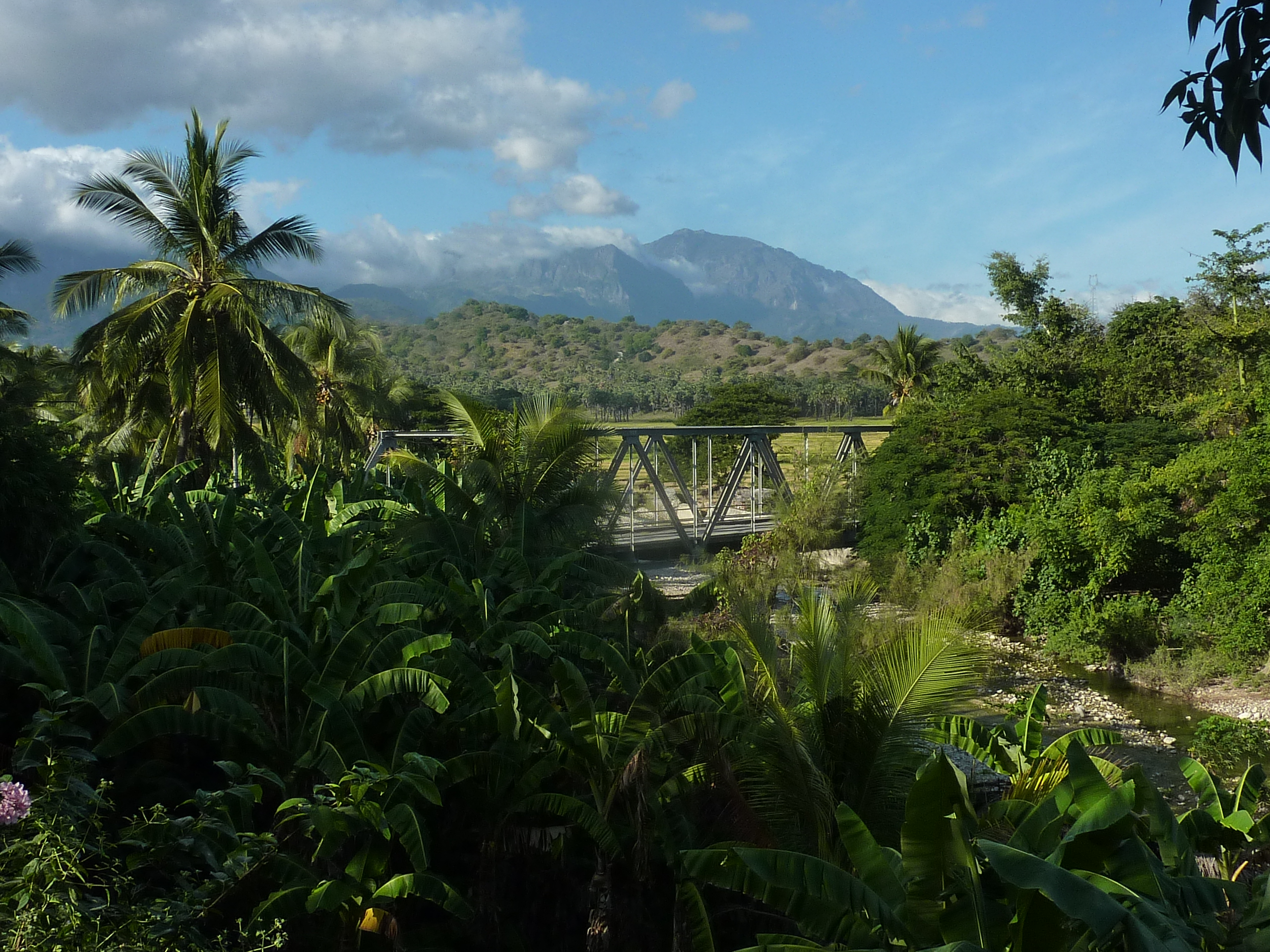
Brücke über den Lequinamo beim Ort Laga. Im Hintergrund der Matebian

Der Lequinamo entspringt im Grenzgebiet zwischen den Sucos Tequinaumata im Westen und Libagua im Osten. Der Fluss folgt der Grenze nach Norden. An der Grenze zwischen Libagua und dem Nachbarsuco Soba mündet der Assarini in den Lequinamo. Der Assarini entspringt im Grenzgebiet zwischen Libagua und Samalari, durchquert in Richtung Westen Libagua und folgt dann bis zu seiner Mündung in den Lequinamo der Grenze zu Soba. Der Lequinamo fließt weiter entlang der Grenze zwischen Soba und Tequinaumata nach Nordwesten, bis er beim Ort Laga in die Straße von Wetar mündet.